# مبدل خافض رافع للجهد

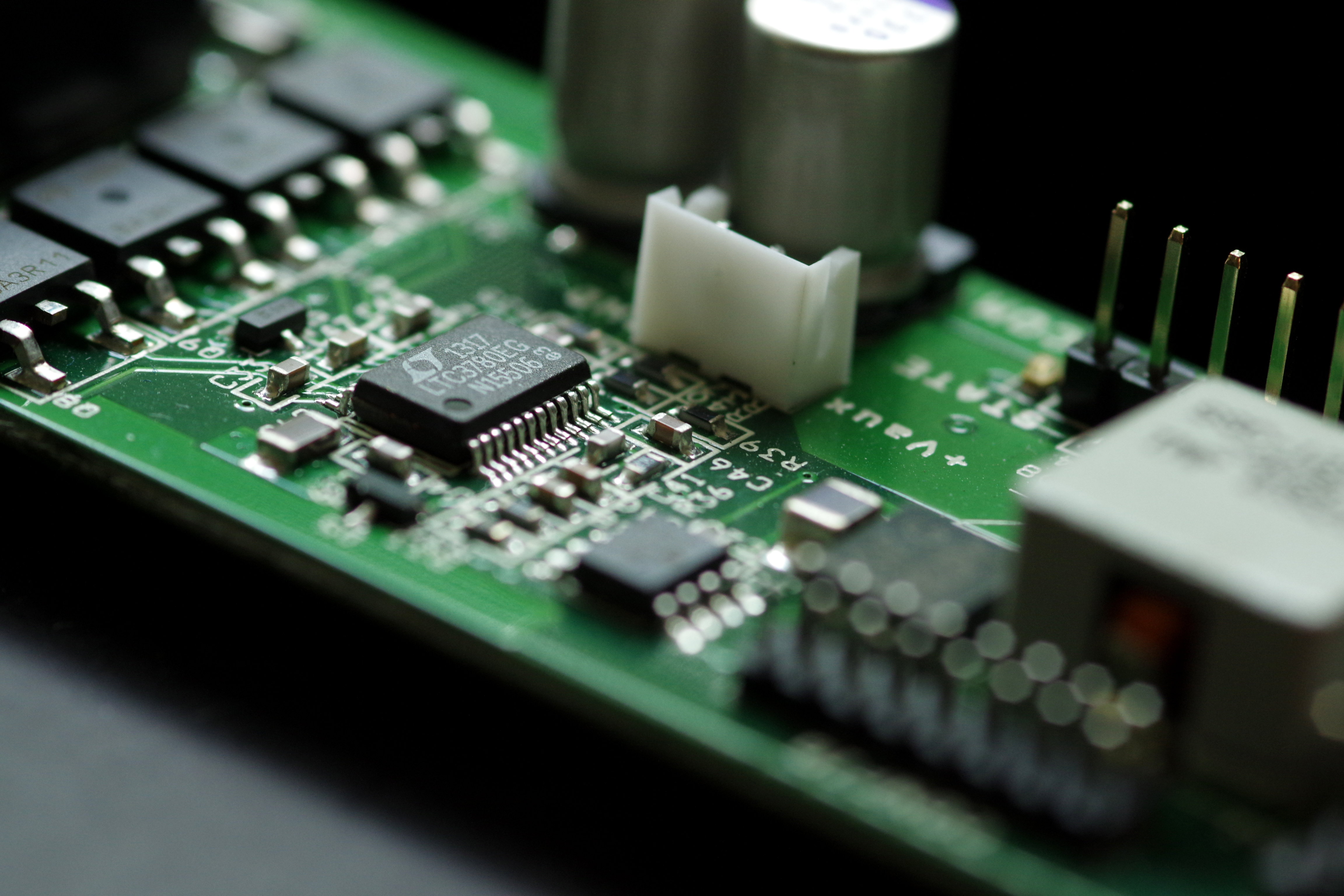
مبدل خافظ جهد من دائرة تحويل فيديو (Video Conversion Board).

المبدل الخافض الرافع للجهد (بالإنجليزية: buck-boost converter) هو نوع من أنواع محولات التيار المستمر (DC/DC) وفي هذا النوع قيمة جهد الخرج Vo ممكن ان تكون أكبر من أو اصغر من جهد المصدر Vs على حسب قيمة فترة التشغيل (Duty Cycle).

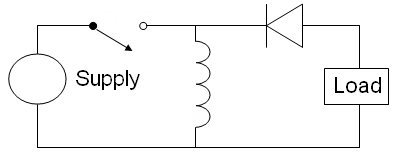
دائرة المحول العكسي بشكلها العام.

الملف والمكثف (L - C) عبارة عن فلتر للتخلص من التوافقيات وجعل قيمه Vo وشكلها نقيه (pure DC)، ويعمل الدايود D لتفريغ طاقة الملف وذلك لجعل تيار الحمل متصل ولحماية مفتاح القوي من الجهد العكسي الذي يقع علية بسبب وجود ملف L.

مكونات المحول.

لاحظ ان المصدر لا يتم توصيله مباشرة الي الحمل، حيث يتم نقل الطاقة من المصدر إلي الملف ثم من الملف إلي الحمل لذلك تسمي هذه الطريقة (أو هذا النوع) بالمحول غير المباشر.

## مبادئ التشغيل
1. تعمل الدائرة في حالة الاستقرار
2. الزمن الدوري هو T ويعمل المفتاح فترة مقدارها DT ويفصل فترة مقدارها (1-D)T
3. تيار الملف متصل
4. المكثف كبير جدا وبالتالي تظل قيمة Vo ثابتة

المحول في حالتي ربط وفصل المفتاح.

5. كل المكونات مثالية

## مميزات وعيوب
وميزة هذا النوع ان جهد الخرج ممكن ان يكون أكبر من أو اصغر من جهد المصدر. ولكن يعيب هذا النوع ان جهد الخرج سالب جهد الدخل ويكون غير مرغوب فية في بعض التطبيقات. الدائرة الأولي هي عند غلق المفتاح، اما الثانية فهي عند فتح المفتاح.

## الوضع المستمر
عندما يعمل «مبدل الخافض الرافع للجهد» في الوضع المستمر، فإن تيار الملف ((لا يصل ابدا إلي الصفر. كما هو موضع في الشكل 3 الذي يوضح شكل العلاقة بين كل من جهد الملف وتيار الملف وجهد الخرج مع الزمن.

المحول في حالة الوضع المستمر (فرق الجهد لا يصل إلى الصفر).

وعند غلق المفتاح S في هذه الحالة فإن العلاقة بين (I_L) و (V_i) في خلال الفترة T تأتي من العلاقة:
{\displaystyle \Delta I_{{\text{L}}_{\text{On}}}=\int _{0}^{D\,T}\operatorname {d} I_{\text{L}}=\int _{0}^{D\,T}{\frac {V_{i}}{L}}\,\operatorname {d} t={\frac {V_{i}\,D\,T}{L}}}
وفي نهاية هذه الحالة تزداد قيمه (I_L) وتحسب من العلاقة:
{\displaystyle \Delta I_{{\text{L}}_{\text{On}}}+\Delta I_{{\text{L}}_{\text{Off}}}={\frac {V_{i}\,D\,T}{L}}+{\frac {V_{o}\left(1-D\right)T}{L}}=0}
وخلال الفترة DT فإن العلاقات تكون كالتالي:
{\displaystyle {\frac {\operatorname {d} I_{\text{L}}}{\operatorname {d} t}}={\frac {V_{o}}{L}}}
{\displaystyle \Delta I_{{\text{L}}_{\text{Off}}}=\int _{0}^{\left(1-D\right)T}\operatorname {d} I_{\text{L}}=\int _{0}^{\left(1-D\right)T}{\frac {V_{o}\,\operatorname {d} t}{L}}={\frac {V_{o}\left(1-D\right)T}{L}}}
وتحسب الطاقة المخزنه في الملف من العلاقة:
{\displaystyle E={\frac {1}{2}}L\,I_{\text{L}}^{2}}
وبما أن التغير في تيار الملف عند بداية الدورة ونهايتها يجب أن يساوي الصفر، فهذا يعني:
{\displaystyle \Delta I_{{\text{L}}_{\text{On}}}+\Delta I_{{\text{L}}_{\text{Off}}}=0}
{\displaystyle \Delta I_{{\text{L}}_{\text{On}}}} and {\displaystyle \Delta I_{{\text{L}}_{\text{Off}}}}
{\displaystyle {\frac {V_{o}}{V_{i}}}=-{\frac {D}{1-D}}}
{\displaystyle D={\frac {V_{o}}{V_{o}+V_{i}}}}
وبذلك عندما تكون D> 0.5 تكون Vo> - Vs وبذلك يكون المحول رافع للجهد
وعندما تكون D <0.5
تكون Vo <- Vs فإن يكون المحول خافض للجهد وعندما تكون D = 0.5
تكون Vo = - Vs

## الوضع غير المستمر
في حالة الأحمال الخفيفه، فإن الملف يسرب شحنته قبل نهاية الدورة، وفي هذه الحالة يصل تيار الملف إلى الصفر كما بالشكل 4. الذي يوضح شكل العلاقة بين كل من جهد الملف وتيار الملف وجهد الخرج مع الزمن.

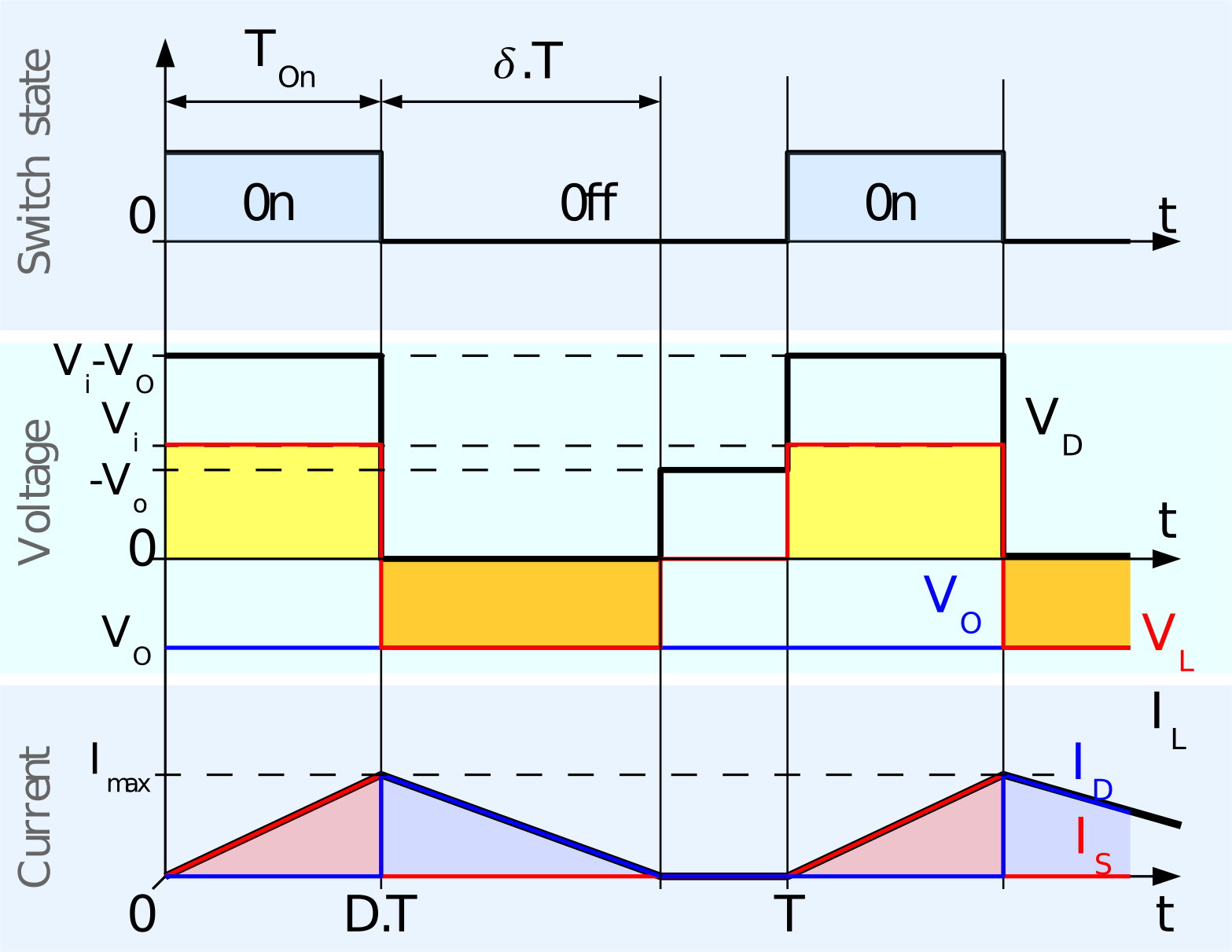
المحول في حالة الاتصال المتقطع (discontinuous mode).

وبما أن تيار الملف (t=DT) في بداية الدورة يساوي صفر، فإن قيمته العظمي (at) تحسب من:
{\displaystyle I_{L_{\text{max}}}} (at {\displaystyle t=D\,T}
وبما أن تيار الملف (I_L) يصل الي الصفر بعد زمن، فإن:
{\displaystyle I_{L_{\text{max}}}+{\frac {V_{o}\,\delta \,T}{L}}=0}
وتحسب δ من المعادلة:
{\displaystyle \delta =-{\frac {V_{i}\,D}{V_{o}}}}
وكما هو واضح من الشكل 4 فإن تيار الحمل Io يساوي متوسط تيار الدايوود (ID) وتكون المعادلات كالتالي:
{\displaystyle I_{o}={\bar {I_{D}}}={\frac {I_{L_{\text{max}}}}{2}}\delta }
{\displaystyle I_{o}=-{\frac {V_{i}\,D\,T}{2L}}{\frac {V_{i}\,D}{V_{o}}}=-{\frac {V_{i}^{2}\,D^{2}\,T}{2L\,V_{o}}}}
ويمكن حساب جهد الخرج من العلاقة:
{\displaystyle {\frac {V_{o}}{V_{i}}}=-{\frac {V_{i}\,D^{2}\,T}{2L\,I_{o}}}}

## الحد بين الوضع المستمر والوضع غير المستمر
كما ذكرنا في بداية المقال ان المحول يعمل في الوضع غير المستمر عند الأحمال الخفيفه. وعندما يسحب الحمل تيار كبير فإنه يعمل في الوضع المستمر. والحد بينهما هو وصول تيار الملف (I_L) إلي الصفر قبل نهاية الدورة ام لا. ويمكن وصفها ب:

حالتي الاستمرارية والانقطاع في المحول.

{\displaystyle D\,T+\delta \,T=T}
{\displaystyle D+\delta =1\,}
ونحصل على {\displaystyle \scriptstyle I_{o_{\text{lim}}}} من العلاقات:
{\displaystyle I_{o_{\text{lim}}}={\bar {I_{D}}}={\frac {I_{L_{\text{max}}}}{2}}\left(1-D\right)}
{\displaystyle I_{o_{\text{lim}}}={\frac {V_{i}\,D\,T}{2L}}\left(1-D\right)}
{\displaystyle I_{o_{\text{lim}}}={\frac {V_{i}\,D\,T}{2L}}{\frac {V_{i}}{V_{o}}}\left(-D\right)}

## الدائرة غير المثالية
عندما لا تكون الدائرة مثالية فلا يمكن إهمال قيمه المقاومات (R) وهذا يعني أنه سيكون هناك مفاقيد خلال عمليه النقل من المصدر إلي الحمل.
ويمكن أن نعبر عنها رياضيا من خلال:
{\displaystyle V_{i}={\bar {V}}_{\text{L}}+{\bar {V}}_{S}}
{\displaystyle {\bar {V}}_{\text{L}}=L{\frac {\bar {dI_{\text{L}}}}{dt}}+R_{\text{L}}{\bar {I}}_{\text{L}}=R_{\text{L}}{\bar {I}}_{\text{L}}}

فرق الجهد المخرجي للمحول خلال فترة التشغيل (duty cycle) عندما تزداد قيمة المقاومية للمحث L.

عندما يكون المفتاح مفتوح يكون: {\displaystyle v_{s}=0} وعندما يكون مغلق: {\displaystyle v_{s}=v_{i}-v_{0}}
وبذلك يكون متوسط الجهد على المفتاح يساوي
{\displaystyle {\bar {V}}_{S}=D\,0+(1-D)(V_{i}-V_{o})=(1-D)(V_{i}-V_{o})}
ويكون تيار الخرج سالب تيار الملف في حاله المفتاح مغلق، ويكون متوسط التيار:
{\displaystyle {\bar {I}}_{\text{L}}={\frac {-V_{o}}{(1-D)R}}}
وعند أخذ قيمه (R) في الاعتبار يكون متوسط تيار الملف:
{\displaystyle {\bar {I}}_{\text{L}}={\frac {-V_{o}}{(1-D)R}}}
وبذلك يكون جهد الدخل (المصدر) يساوي:
{\displaystyle V_{i}=R_{\text{L}}{\frac {-V_{o}}{(1-D)R}}+(1-D)(V_{i}-V_{o})}
ويمكن كتابته بالصيغة التالية:
{\displaystyle {\frac {V_{o}}{V_{i}}}={\frac {-D}{{\frac {R_{\text{L}}}{R(1-D)}}+1-D}}}